# Microcerella cortesiana
Microcerella cortesiana är en tvåvingeart som beskrevs av Guilherme A.M.Lopes och Tibana 1982. Microcerella cortesiana ingår i släktet Microcerella och familjen köttflugor. Inga underarter finns listade i Catalogue of Life.